# Solució de Burow
La solució de Burow o aigua de Burow (en anglès:Burow's solution), rep el nom de l'oftalmòleg del segle xix Karl August Burow. És una preparació farmacològica d'acetat d'alumini en solució aquosa. Als Estats Units té els noms comercials de Domeboro per Moberg Pharma, Domeboro Otic, Star-Otic, i Borofair.
Té propietats astringents i antibacterianes i es pot fer servir per a un gran nombre de condicions de la pell incloent irritacions i al·lèrgies. Tanmateix, el seu ús principal és pel tractament de l'otitis, incloent otomicosi.